# Armação de Pera
Armação de Pêra é uma vila  portuguesa sede da Freguesia de Armação de Pêra do Município de Silves, freguesia com 9,15 km² de área e 6003 habitantes (censo de 2021), tendo, por isso, uma densidade populacional de 656,1 hab./km².
A freguesia foi criada pelo decreto nº 22.430, de 10/04/1933, com lugares desanexados da Freguesia de Alcantarilha.
Armação de Pêra é uma vila muito apreciada no verão, tendo na época balnear uma população várias vezes superior à sua população no inverno. É uma zona piscatória e turística.
Durante a época balnear entre junho e setembro, Armação enche-se de animação diurna e noturna. Durante o dia pode-se apreciar o desporto que existe na praia dos pescadores, o vólei. Na praia, durante o dia, também se pode visitar as grutas com alguns pescadores que se dedicam a esta atividade no verão, enquanto outros se dedicam à pesca o ano inteiro. Durante a noite a rua dos bares e a avenida tornam-se em locais de grande movimento das 20h até às 24h.
As festas religiosas nesta vila surgem no segundo domingo de agosto com a festa de Nossa Senhora dos Navegantes e no terceiro domingo de setembro com a da Nossa Senhora dos Aflitos.

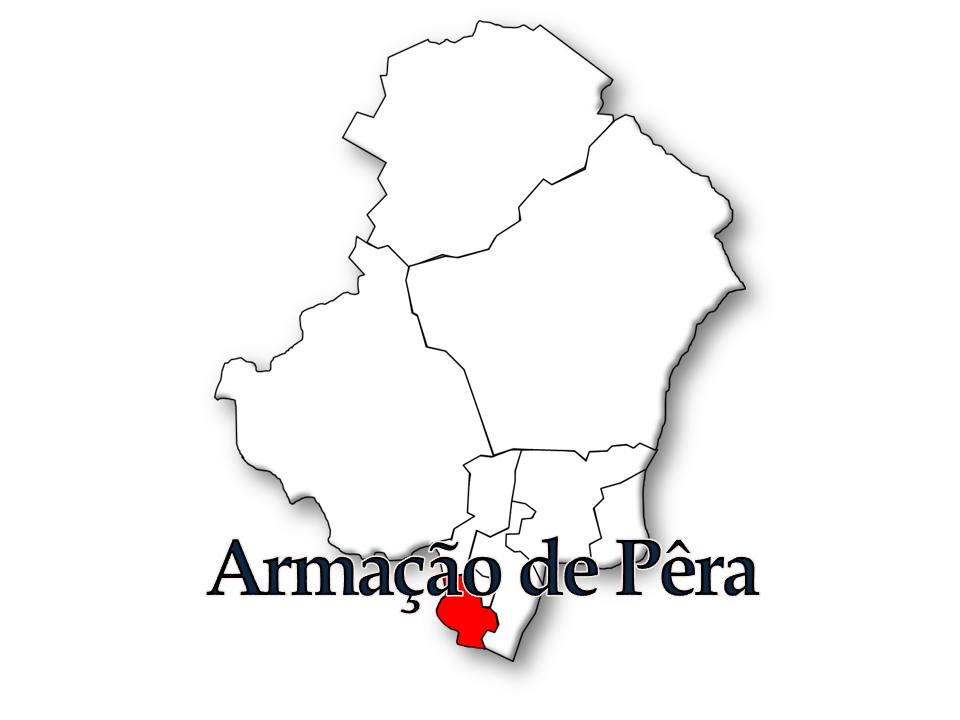
Localização da Freguesia de Armação de Pêra no Município de Silves

## Demografia
A população registada nos censos foi:
| Ano  | 0-14 Anos | 15-24 Anos | 25-64 Anos | > 65 Anos |
| 2001 | 519       | 494        | 2163       | 594       |
| 2011 | 779       | 486        | 2769       | 833       |
| 2021 | 852       | 566        | 3395       | 1190      |

## História
Armação de Pêra é uma conhecida estância de veraneio, que alberga nas férias de verão milhares de pessoas de todo o país à procura do sol, da praia e das águas tépidas do oceano. É também um exemplo flagrante do desordenamento urbanístico que assolou extensas áreas do Algarve desde a década de 1960.
Tal como outros centros urbanos do litoral algarvio, Armação de Pêra desenvolveu-se a partir de uma pequena comunidade piscatória, cuja primeira referência escrita conhecida remonta a 1577 na obra Corografia do Reino do Algarve, de Fr. João de São José que ao descrever a aldeia de Pêra observa o seguinte: «Pera é um lugar junto de Alcantarilha, não longe do mar. [...]. Faz o mar defronte dela ua fermosa praia da banda do sul, na qual está ua armação de atuns que se chama a armação de Pera.» (S. JOSÉ, imp. 1983, p. 58). O povoamento de Armação de Pêra foi sendo feito de maneira progressiva tendo começado com a fixação no local da família Trindade (Ritmos do povoamento e economia do Algarve romano: entre o Mediterrâneo e o Atlântico - Catarina Viegas). 
A existência de uma armação de pesca do atum perto de Pêra, na zona de costa hoje conhecida como baía de Pêra, para além de explicar a origem do nome da Armação de Pêra actual, denota que já em 1577 existiria uma pequena comunidade de pescadores sazonalmente ou permanentemente fixada neste território.
Quando por ordem de Filipe II o engenheiro militar italiano Alexandre Massai percorreu a costa do Algarve em 1621 no âmbito de uma viagem de inspecção das infraestruturas defensivas, encontrou no termo da vila de Albufeira « [...] duas Armassois de Atuns mais álem das ásima dittas q se dizem hua dellas pedra de gúale, a otra pera, e a gente e os barquos dellas no tenpo de necessidade se vão âo emparo desta V.ª e portanto digo serem neçess.ºs os mosquettes E a sobreditta Artelharia, estas dittas Armassois ja forão roubadas E saquiadas por falta de defenção, E com perda da faz.da de Sua mag.de [...]» (GUEDES, 1988, p. 115). A comunidade piscatória de Armação de Pêra, não obstante as ameaças dos corsários magrebinos que saqueavam as armações de pesca, parece ter continuado entre 1577 e 1621, ou até se reforçado, visto Alexandre Massai mencionar mais uma armação de pesca na baía de Pêra em 1621 (Pedra da Galé) que Fr. João de São José em 1577 não referencia. Não é possível aferir se a presença piscatória em Armação de Pêra estaria somente restrita à época de pesca do atum (Abril a Agosto), ou se permaneceria no local durante o resto do ano, dedicando-se a outros tipos de pesca. Por factores demográficos, económicos ou por ambos, construiu-se uma pequena fortaleza em 1667, que com a sua guarnição militar reforçou a presença humana em Armação de Pêra.
Aquando do maremoto de 1755, morreram 84 pessoas em Armação de Pêra, tendo ficado de pé apenas uma casa (LOPES, 1989 [2.ª ed.], p. 290). O estudioso das pescas em Portugal, Constantino Botelho de Lacerda Lobo, na memória sobre o estado das pescarias do Algarve no ano de 1790, escreve sobre Pêra de Santo António (termo que designava Armação de Pêra na época): «Compõe-se esta povoação de um ajuntamento de cabanas de pescadores que vivem perto do mar em uma praia arreenta; confina do nascente com uma alagoa formada por águas vertentes das colinas vizinhas: ao norte com uma aldeia chamada Pêra de Cima [sendo Armação de Pêra também conhecida como Pêra de Baixo] [...].
Contavam-se no ano de 1790 cento e cinquenta pescadores, os quais trabalham na armação do atum o tempo competente desta pescaria, depois na de diversos peixes do mar com os covãos, nos lugares pedregosos da costa: findas as pescarias feitas com estes aparelhos, gastam o resto do ano em arrastar as xávegas para terra. [...].
Em o ano de 1790 havia oito barcos, de que somente faziam uso para a pescaria daquela costa, em cada um dos quais iam oito ou dez pescadores, e os outros costumam ficar em terra para arrastar os aparelhos.
[...] tem tido aumento a pescaria nesta costa; porque no ano de 1790 contavam-se oito barcos, quando em outro tempo somente havia quatro. Também tinha crescido o número dos pescadores, e xávegas.» (LOBO, 1991 [2ª ed.], p. 82, 83). Segundo o registo deste académico, Armação de Pêra recuperou rapidamente da devastação que sofreu com o maremoto de 1755.
João Baptista da Silva Lopes descreveu em 1841 Armação de Pêra com estas palavras: « Hoje terá hum terço da povoação da outra aldeia [daquela destruída em 1755], composta de pescadores e gente que se emprega no mar; os quaes tem para as suas pescarias 5 lanchas e 4 artes: a mais dominante he a das sardinhas no tempo da passagem, [...] poucos annos ha, ainda era formada só de cabanas, hoje tem boas casas e algumas ricas. [...] Os moradores, fóra da temporada da sardinha, apanhão com os covãos e anzol algum peixe que vendem em fresco; são hum pouco desmazelados, e não se afastão da costa; dão-se a alguns trabalhos do campo, e as mulheres empregão-se em obras de palma. De verão concorrem aqui muitas pessoas a tomar banhos do mar.» (LOPES, 1989 [2.ª ed.], p. 290, 291) Este testemunho contém alguns dados interessantes. Entre 1790 e 1841 Armação de Pêra passa de um agrupamento de cabanas para uma aldeia de casas de alvenaria, facto que pode indiciar um aumento do poder económico dos seus habitantes e a consequente subida da qualidade de vida. Também nestes 50 anos, deixou-se de pescar o atum como ocorria em 1577, 1621 e 1790. Por fim, em 1841, Armação de Pêra já se prefigurava como um destino balnear «pois concorrem aqui muitas pessoas a tomar banhos do mar.»
Em 1885/86 A. A. Baldaque da Silva, no levantamento efetuado sobre o estado das pescas em Portugal, contabiliza em Armação de Pêra 27 embarcações e 176 pescadores. A espécie de maior rendimento económico era a sardinha (7665$940 réis em 1885 e 6068$920 réis em 1886), capturada principalmente através das artes de arrastar (xávegas). Regista ainda a existência de uma fábrica de conserva de peixe e a reactivação da armação do atum da Pedra da Galé, cujo pescado dava entrada em Armação de Pêra. Acrescenta Baldaque da Silva que «Alem das pessoas indicadas no mappa antecedente, ha mais um certo numero, não pequeno, de homens e mulheres e menores, que coadjuvam o arrastamento das artes, a conducção da pescaria e muitos outros trabalhos inherentes a esta industria.» (SILVA, 1891, p. 152). Estes números indicam que a comunidade piscatória armacenence reforçou-se demográficamente ao longo de oitocentos, chegando a ter uma vertente industrial com a fábrica de conserva de peixe.
Armação de Pêra integra o município de Silves, riquíssimo em património histórico e de uma importância extrema para a contextualização da vida social nesta vila.
As mais antigas origens desta povoação datam do período árabe, mas a maioria dos historiadores faz, muitas vezes, referência histórica a esta povoação, e seu património romano. No entanto, “...a falta de documentação e vestígios históricos não têm propiciado uma adequada investigação em torno do historial de Armação de Pêra”, tal como se pode ler no projecto de lei que aprovou a elevação de Armação de Pêra à categoria de vila. Apesar da inexistência de documentos comprovativos das suas origens, os historiadores são unânimes num ponto que nos parece fundamental: a ligação desta povoação ao mar. Esta ligação permite-nos, desde logo, relacionar uma povoação que se confunde com o mar, com as características inerentes à sua condição piscatória, destacando-se das vizinhas Alcantarilha e Pêra cuja riqueza se reduzia à agricultura.
Convém recordar a data de 1571 a que se atribui a fortificação do Forte de Santo António da Pedra da Galé, conhecido nos nossos dias como a Fortaleza de Armação de Pêra. A construção deste forte deveu-se essencialmente à defesa do lugar, como também das suas gentes, que se deslocavam da povoação de Pêra para se dedicarem à “arte da faina”. Presume-se que esta fortificação emergiu sob as ruínas de um centro militar luso-romano, destinado à defesa da Foz da Ribeira de Alcantarilha. Pensa-se ainda que, a edificação desta fortificação tenha contribuído para o encorajamento da faina da pesca, tendo-se registado um forte incremento, quer da actividade piscatória, quer da actividade agrícola, principalmente no que se refere aos frutos secos.
Por volta de 1720 é construída, dentro da fortaleza, uma ermida em invocação ao padroeiro do forte. Essa capela sobreviveu até aos nossos dias e é hoje conhecida como a Capela da Nossa Senhora dos Aflitos.
Com o aparecimento do turismo no Algarve, Armação de Pêra beneficia de um desenvolvimento considerável, por ser reconhecida como uma das melhores estâncias balneares algarvias. Nesta povoação é então construído um dos primeiros e mais modernos Casinos da época.
As atividades que até então eram consideradas a base económica local passaram, pouco a pouco, para lugares secundários e foram as novas que ganharam relevância.
Justificando-se o aparecimento de outras atividades, para dar resposta às solicitações por parte dos turistas, registou-se uma grande afluência de trabalhadores provenientes de várias culturas.
Pêra e Alcantarilha, devido à sua proximidade, também sofreram consequências resultantes desse desenvolvimento turístico.
Com o surto de turismo de massas, Armação de Pêra passou a ser frequentada não só pela classe alta, mas também por pessoas oriundas das classes média e média baixa.
Como forma de assinalar o 67.º aniversário da freguesia de Armação de Pêra em 10 de abril de 2000, procedeu-se na véspera deste dia festivo à apresentação oficial do brasão da vila de Armação de Pêra. A cerimónia ocorreu na Sede do Clube de Futebol “Os Armacenenses” que, desde a sua criação a 9 de novembro de 1935, se tem afirmado como um ponto de encontro de cultura, convívio e desporto nesta povoação.
Hoje a vila de Armação de Pêra tem uma população aproximada de 6000 habitantes. No entanto, em pleno mês de Agosto, atinge uma população de cerca de 60 000 habitantes devido à grande afluência de veraneantes. Hoje em dia, Armação de Pêra continua a ser uma vila virada para o mar. Embora a actividade piscatória já tenha perdido grande importância devido ao papel que o turismo passou a desempenhar na vila, este é nos dias de hoje a principal fonte de receitas, não só da vila, mas também do concelho de Silves.

## Património
- Fortaleza de Armação de Pêra
- Capela de Santo António
- Chalé dos Caldas e Vasconcelos
- Igreja Matriz de Armação de Pêra
- Casino de Armação de Pêra

## Transportes
A localidade é servida pela estação ferroviária de Alcantarilha.

## Localização
A vila está localizada a 20,9 km a sudeste de Silves, 3 km de Alcantarilha, 1,5 km de Pêra e a 264 km a sul-sudeste de Lisboa.

## Praia de Armação de Pêra
A zona nascente do areal pertence desde 1913 à família Santana Leite, uma faixa que se estende por 31 696 m2, abrangendo a área reservada à pesca artesanal.
Areal extenso com águas calmas e de boa qualidade, cuja marginal tem esplanadas e restaurantes para todos os gostos. Por outro lado reúne todos os problemas inerentes a uma urbanização excessiva e pouco planeada.
Durante anos foi a eleita das famílias alentejanas abastadas para passar férias no litoral. 

## Polémica sobre propriedade da Praia
Em 18 de dezembro de 2013 uma sociedade ligada ao grupo alemão Vila Vita Hotels pagou duzentos mil euros por cerca de três hectares da praia privada. A parcela de terreno será agora cedida ao Estado, depois de ser assinado, no próximo ano, um protocolo de permuta com o representante do grupo alemão, que entre vários investimentos em Portugal é proprietário do luxuoso resort Vila Vita Parc, em Alporchinhos, Porches, Lagoa. A extensa parcela de terreno, em plena praia dos pescadores, pertencia aos herdeiros da família Santana Leite. Além dos 200 mil euros, o investidor está ainda disponível a oferecer mais 300 mil para "requalificar a zona envolvente à praia, com a construção de um jardim ou um parque de estacionamento, e ajudar a transferência do clube Armacenenses para o novo campo", explicou o mesmo responsável. Em contrapartida, apenas exige a concessão do restaurante de praia Kubata e o reconhecimento da praia da Vila Vita, junto ao resort de luxo.
Em início de 2013, o administrador do Grupo Vila Vita comprou a praia por €200 mil, sem que o Governo exercesse o direito de preferência. Na altura, Manuel Cabral disse que entregaria a praia à autarquia depois de ali construir um novo restaurante. Em 2015 diz que não consegue fazê-lo, "porque há construções que têm de ser legalizadas". A título de curiosidade, o então Presidente da Junta de Freguesia, Ricardo Pinto (PSD), realiza a sua cerimónia de casamento no resort anteriormente referenciado.

## Educação
- Jardim de Infância de Armação de Pêra
- Escola do 1º Ciclo de Armação de Pêra
- E.B. 2,3 Dr. António da Costa Contreiras
- Creche ATL "A Gaivota"
- Creche Papagaio de Papel
- «Ginásios da Educação Da Vinci - Unidade de Armação de Pêra»
- Centro de Apoio Educativo - Apoio Global

## Clubes
- Clube de Futebol Os Armacenenses

## Associações/Instituições/Grupos
- Associação de Pescadores de Armação de Pêra
- Grupo Motard "Os Navegantes"
- Grupo de Escuteiros
- Grupos paroquiais
- «Associação Amigos de Armação»